# Wikipédia en nahuatl
Wikipédia en nahuatl (en nahuatl : Huiquipedia nahuatlahtolcopa) est l'édition de Wikipédia en nahuatl, langue uto-aztèque parlée au Mexique. L'édition est lancée en août 2003. Son code est : nah.
Au 20 mars 2025, l'édition en nahuatl contient 4 296 articles et compte 23 386 contributeurs, dont 17 contributeurs actifs et 3 administrateurs.

## Présentation

Aire de diffusion du nahuatl.

## Statistiques
- En février 2009, l'édition en nahuatl compte quelque 5 800 articles et 3 200 utilisateurs enregistrés.
- Le 18 octobre 2022, elle contient 7 272 articles et compte 20 914 contributeurs, dont 23 contributeurs actifs et 3 administrateurs.
- Le 4 septembre 2024, elle contient 4 315 articles et compte 22 951 contributeurs, dont 15 contributeurs actifs et 3 administrateurs.